# Préval
Préval és un municipi francès situat al departament del Sarthe i a la regió de País del Loira. L'any 2007 tenia 628 habitants.

## Demografia

### Població
El 2007 la població de fet de Préval era de 628 persones. Hi havia 226 famílies de les quals 32 eren unipersonals (16 homes vivint sols i 16 dones vivint soles), 83 parelles sense fills, 103 parelles amb fills i 8 famílies monoparentals amb fills.
La població ha evolucionat segons el següent gràfic:
Habitants censats

### Habitatges
El 2007 hi havia 247 habitatges, 231 eren l'habitatge principal de la família, 10 eren segones residències i 6 estaven desocupats. 243 eren cases i 4 eren apartaments. Dels 231 habitatges principals, 194 estaven ocupats pels seus propietaris, 32 estaven llogats i ocupats pels llogaters i 6 estaven cedits a títol gratuït; 4 tenien dues cambres, 33 en tenien tres, 61 en tenien quatre i 133 en tenien cinc o més. 195 habitatges disposaven pel capbaix d'una plaça de pàrquing. A 72 habitatges hi havia un automòbil i a 153 n'hi havia dos o més.

### Piràmide de població
La piràmide de població per edats i sexe el 2009 era:
| Homes | Edats   | Dones |
| ----- | ------- | ----- |
| 0     | 95 o +  | 0     |
| 0     | 90 a 94 | 4     |
| 0     | 85 a 89 | 0     |
| 0     | 80 a 84 | 0     |
| 0     | 75 a 79 | 4     |
| 0     | 70 a 74 | 8     |
| 12    | 65 a 69 | 4     |
| 12    | 60 a 64 | 8     |
| 12    | 55 a 59 | 12    |
| 40    | 50 a 54 | 28    |
| 28    | 45 a 49 | 32    |
| 28    | 40 a 44 | 32    |
| 28    | 35 a 39 | 20    |
| 16    | 30 a 34 | 16    |
| 20    | 25 a 29 | 24    |
| 4     | 20 a 24 | 16    |
| 32    | 15 a 19 | 36    |
| 8     | 10 a 14 | 12    |
| 20    | 5 a 9   | 28    |
| 24    | 0 a 4   | 8     |

## Economia
El 2007 la població en edat de treballar era de 446 persones, 333 eren actives i 113 eren inactives. De les 333 persones actives 303 estaven ocupades (165 homes i 138 dones) i 30 estaven aturades (14 homes i 16 dones). De les 113 persones inactives 60 estaven jubilades, 32 estaven estudiant i 21 estaven classificades com a «altres inactius».

### Ingressos
El 2009 a Préval hi havia 236 unitats fiscals que integraven 640,5 persones, la mediana anual d'ingressos fiscals per persona era de 17.755 €.

### Activitats econòmiques
Dels 12 establiments que hi havia el 2007, 6 eren d'empreses de construcció, 2 d'empreses de comerç i reparació d'automòbils, 1 d'una empresa d'hostatgeria i restauració, 1 d'una empresa d'informació i comunicació, 1 d'una empresa de serveis i 1 d'una empresa classificada com a «altres activitats de serveis».
Dels 8 establiments de servei als particulars que hi havia el 2009, 1 era un taller de reparació d'automòbils i de material agrícola, 3 guixaires pintors, 2 fusteries, 1 electricista i 1 perruqueria.
L'any 2000 a Préval hi havia 13 explotacions agrícoles que ocupaven un total de 332 hectàrees.

## Equipaments sanitaris i escolars
El 2009 hi havia una escola elemental.

## Poblacions més properes
El següent diagrama mostra les poblacions més properes.